# Черногорская федералистская партия
Черногорская федералистская партия (черног. Crnogorska federalistička stranka, серб. Црногорска федералистичка странка; Черногорское крестьянское движение федералистов  (черног. Crnogorski seljački federalistički pokret)) — политическая партия в королевской Югославии и Черногории периода Второй мировой войны. Партия выступала за федерализацию Югославии и предоставление Черногории автономии. В период Второй мировой войны партия активно сотрудничала с оккупационными властями, с войсками стран Оси и усташами. Партия продолжала политику движения зеленашей (черног. zelenaši), лидером партии являлся Секула Дрлевич.

## История

### Королевство сербов, хорватов и словенцев
После отмены деления Югославии по историческим и этническим границам в 1922 году территория Черногории вошла в состав Зетской бановины. После этого бывшими сторонниками свергнутого черногорского короля Николы I была создана Черногорская федералистская партия лидером которой стал Секула Дрлевич. Главной целью партии стало стремление добиться федерализации Югославии и предоставления Черногории автономии в рамках единого королевства южных славян. Партия выступала за мирный способ решения «черногорского вопроса», в то время как зеленаши избрали путь экстремизма и вялой партизанской войны против югославских властей за отделение Черногории.
В довоенной Югославии партия не пользовалась большой популярностью у избирателей. Неудачи на выборах, толкнули партию на вступление в коалицию с Хорватской крестьянской партией Степана Радича и Независимой демократической партией. Таким образом партия стала третьей силой в Крестьянско-демократической коалиции.

### Королевство Югославия
После введения диктатуры Александра I в 1929 году КСХС было переименовано в Королевство Югославия, а все национальные партии были запрещены. В 1934 году после убийства короля Александра в Марселе правительство Югославии пошло на некие уступки национальным политическим силам.
В это время на свободу вышел бывший деятель движения зеленашей Новица Радович, который стал главным идеологом партии. В 1938 году партия налаживает связи с Владко Мачеком и присоединяется к единой югославской оппозиции. В это же время цели партии становятся более радикальными и выражаются в стремлении полного отделения Черногории от Югославии. Лидеры партии говорили о незаконном присоединении Черногории к Сербии в 1918 году. Партийные лидеры исповедовали крайний черногорский национализм и заявляли о том, что именно черногорцы, а не сербы достойны быть «титульной нацией» в Югославии.
После подписания соглашения Цветковича — Мачека Черногорская федералистская партия прекращает все контакты с хорватской оппозицией и становиться самостоятельной оппозиционной силой.

### Вторая мировая война
После вторжения в Югославию войск стран Оси в Югославию 6 апреля 1941 года территорию Черногории оккупировали итальянские войска. Король Виктор Эммануил III (под влиянием своей жены Елены Черногорской, дочери бывшего короля Черногории Николы I Петровича) убедил Бенито Муссолини создать независимое государство Черногория, вопреки желаниям правителя Хорватии Анте Павелича и албанского правительства (которые хотели поделить Черногорию между собой).
Официально Черногория являлась королевством, но последний внук Николы I Петровича князь Михаил Петрович-Негош отказался от короны, объявив о поддержке своего двоюродного брата, молодого Петра II Карагеоргиевича. В начале 1942 года Черногория пережила вспышку гражданской войны, когда четники и партизаны начали воевать против Черногорских сепаратистов и сил Оси. По продолжению Второй мировой Войны, война в Черногории стала хаотичной и бесчестной, так как было образовано и расторжено огромное количество союзов между всеми сторонами. Также в Черногории активную деятельность вел Сербский добровольческий корпус войск СС.
В конце сентября 1943 года Независимое государство Хорватия Анте Павелича аннексировала итальянскую провинцию Котора (ранее отобранную у Черногории). В октябре 1943 года, Дрлевич был выслан из Черногории. В 1944 году, в Хорватии он сформировал Государственный совет Черногории, который должен был работать в качестве правительства в изгнании. После ухода итальянской администрации, Черногория была поставлена под полный контроль Германии, при этом не затихала с кровавая партизанская война. За этот период десятки тысяч граждан были убиты оккупантами.
После освобождения Черногории и окончания Второй мировой войны, партия была объявлена вне закона, часть её деятелей бежала из страны, а другая часть была арестована югославскими властями.